# جيلبرت فيامينيو
جيلبرت فيامينيو (بالإنجليزية: Gilbert Fiamenyo) (7 يونيو 1992 بأكرا في غانا - ) هو لاعب كرة قدم غاني في مركز الهجوم. شارك مع منتخب غانا لكرة القدم. أما مع النوادي، فقد لعب مع نادي هارتس أوف أوك ونادي هارت أوف ليونز.